# Irina Fjodorowna Schnittke
Irina Fjodorowna Schnittke, geb. Katajewa (russisch Ирина Фёдоровна Шнитке (урождённая Катаева); * 14. November 1940 in Leningrad) ist eine russische Pianistin.
Irina Schnittke begann ihre musikalische Ausbildung im Alter von acht Jahren am Konservatorium Sankt Petersburg und setzte sie am Gnessin-Institut Moskau fort. Ihre Lehrer waren Anna Schklowskaja, Jakow Flier und Leonid Brumberg.
Seit 1961 war sie mit dem Komponisten Alfred Schnittke verheiratet, mit dem sie einen Sohn, den Musiker Andrej Schnittke (1965–2020), hatte.
Sie gilt als Spezialistin für Werke russischer Komponisten des 20. Jahrhunderts wie Sergei Prokofjew, Georgi Swiridow, Nikolai Slonimski, Boris Tischtschenko, Waleri Gawrilin und Anatoli Schalajew. Alfred Schnittke widmete ihr seine Variationen über einen Akkord und seine Klaviersonate No. 2.
Mit Mark Lubotsky und Mstislav Rostropowitsch führte sie zahlreiche kammermusikalische Werke ihres Mannes auf. Mit Gidon Kremer und dem Kronos Quartet unternahm sie Konzertreisen durch die USA, Europa und Australien. Seit 1984 bildet sie ein Klavierduo mit Viktoria Postnikowa. 1994 spielte sie mit Mark Lubotsky die Uraufführung der Violinsonate Nr. 3 Alfred Schnittkes.